# Johannesteijsmannia
Johannesteijsmannia es un género  de plantas con flores perteneciente a la familia  de las palmeras (Arecaceae).   Comprende 3 especies descritas.

## Taxonomía
El género fue descrito por Harold Emery Moore y publicado en Principes 5: 116. 1961.
Etimología
Johannesteijsmannia: nombre genérico dedicado a Johannes Elias Teijsmann (1808 - 1882), botánico holandés.

## Especies
A continuación se brinda un listado de las especies del género Johannesteijsmannia aceptadas hasta septiembre de 2012, ordenadas alfabéticamente. Para cada una se indica el nombre binomial seguido del autor, abreviado según las convenciones y usos.
- Johannesteijsmannia altifrons
- Johannesteijsmannia lanceolata
- Johannesteijsmannia magnifica
- Johannesteijsmannia perakensis